# Stephanopis ditissima
Stephanopis ditissima es una especie de araña del género Stephanopis, familia Thomisidae.

## Distribución
Se distribuye por Chile.

## Taxonomía
Fue descrita por Nicolet en 1849.
Tratamiento taxonómico
La especie aparece registrada y publicada en Nicolet 1849: 394, pl. 3, f. 9.